# 博尔戈马内罗
博尔戈马内罗（義大利語：Borgomanero），是意大利诺瓦拉省的一个市镇。总面积32.36平方公里，人口21362人，人口密度660.1人/平方公里（2009年）。ISTAT代码为003024。

## 友好城市
- 法國 迪涅萊班
- 德国 巴特梅根特海姆